# 托伊尼森

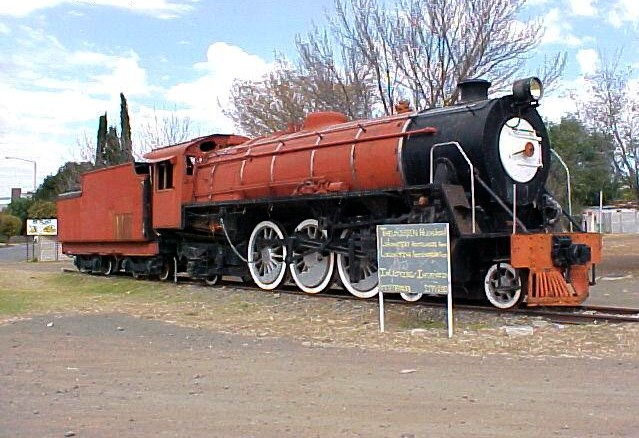

托伊尼森（Theunissen）是南非的城鎮，位於該國東北部，由自由邦省負責管轄，始建於1907年9月13日，面積15.11平方公里，2001年人口1,667，人口密度每平方公里110人。
28°24′00″S 26°43′00″E / 28.4°S 26.7167°E